# Márton Bencze
Márton Bencze (* 1932 in Budapest) ist ein ehemaliger ungarischer Radrennfahrer und nationaler Meister im Radsport.

## Sportliche Laufbahn
Bencze war Straßenradsportler. In der Ungarn-Rundfahrt wurde er 1953 beim Sieg von József Kiss-Dala Dritter. 1955 holte er einen Tageserfolg in dem Etappenrennen. Er startete für den Verein MTK Budapest. 
1957 wurde er nationaler Meister im Straßenrennen über 200 Kilometer. 
1954 und 1957 bestritt er die Internationale Friedensfahrt und schied in beiden Rennen aus.